# Lluvia de sol

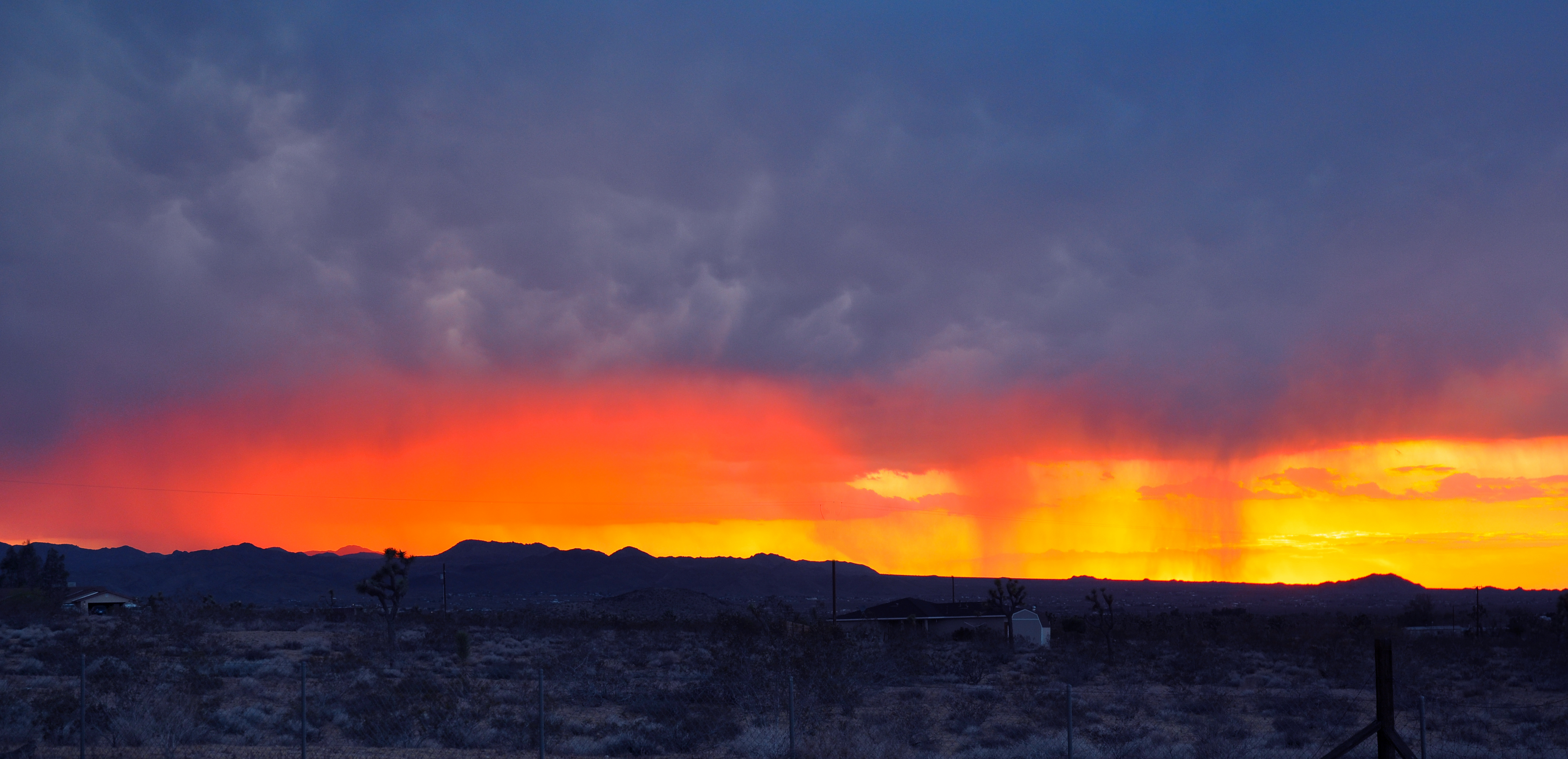
Una puesta de sol en el desierto de Mojave

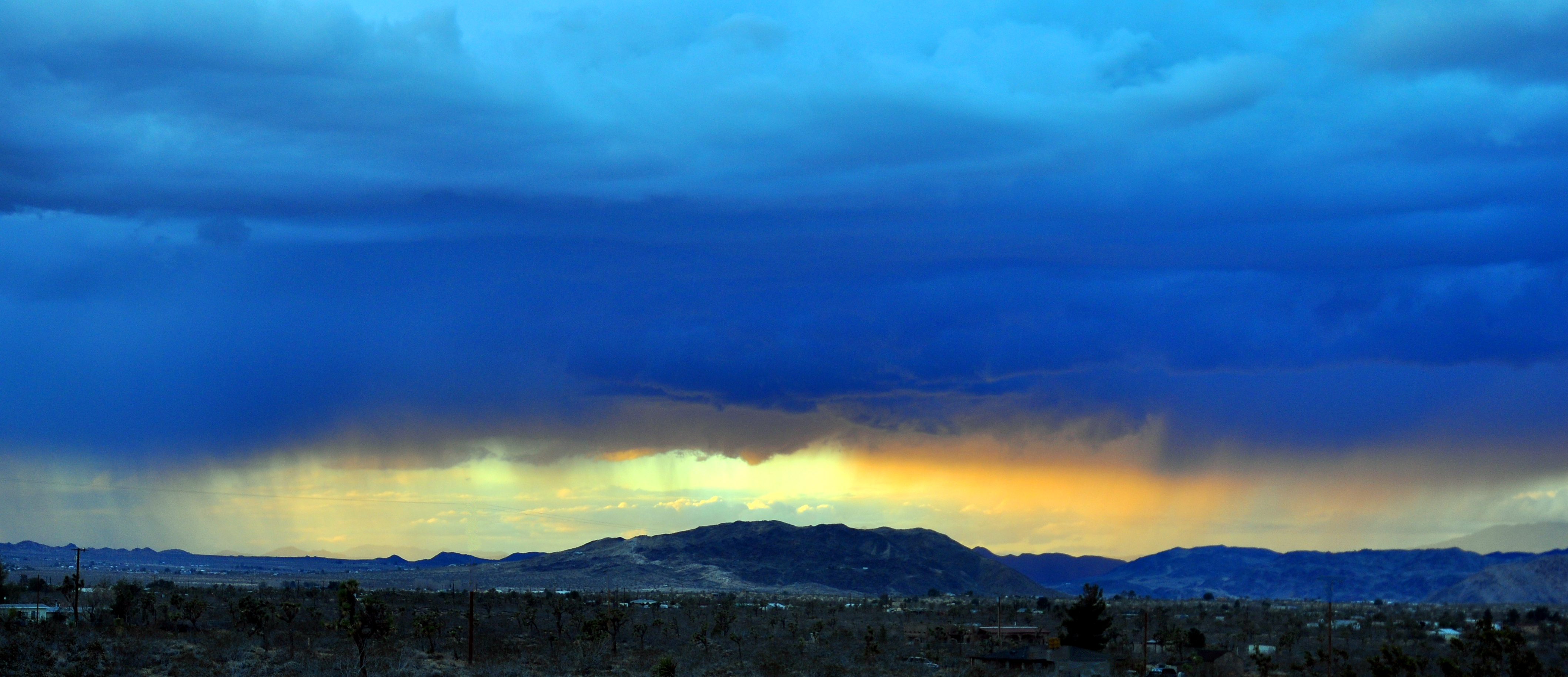
Una lluvia de sol sobre el Crater Mountain en Landers, California

Una lluvia de sol, o lluvia solar, es un fenómeno meteorológico en el que cae lluvia mientras se ve brillar el Sol. Una lluvia solar suele ser el resultado de los vientos asociados a una tormenta de lluvia a veces a kilómetros de distancia, que soplan las gotas de lluvia suspendidas en el aire hacia una zona en la que no hay nubes. A veces se crea un chubasco cuando una sola nube de lluvia pasa por encima, y el ángulo del sol evita que las nubes obstruyan la luz solar. Los chubascos suelen provocar la aparición de un arcoíris, si el Sol se encuentra en un ángulo suficientemente bajo.

## Nombres
Aunque el concepto «lluvia solar» se utiliza en Estados Unidos, Canadá, Australia, Nueva Zelanda, Irlanda y el Reino Unido, rara vez se encuentra en los diccionarios. El fenómeno tiene una amplia gama de nombres folclóricos, a veces notablemente similares, en culturas de todo el mundo. Un tema común es el de los animales astutos y embusteros como el diablo o las brujas que se casan, aunque existen muchas variaciones de este tema.

### Las Américas
- En México son comunes dos frases: en el norte de México se dice que «está pariendo una venada», mientras que en el sur de México se dice que «se están casando los viejitos».[9]
- En Argentina se dice «El Mono del Casamiento de Mirtha Legrand», siendo también común la frase «Se casa una vieja».
- En el sur de Estados Unidos, se dice que se produce un chaparrón cuando «el diablo está pegando a su mujer»[10] Una variante regional de Tennessee es «el diablo está besando a su mujer».[11]
- Ketchikan, Alaska, es uno de los lugares más lluviosos de la Tierra, y tiene un contador en la ciudad para medir el «sol líquido». Esto lo convierte en un coloquialismo del Mango de Alaska.

### Asia
- En Bihar, una lengua de la zona de la India, se llama «siyaar ke biyaah» («boda de chacales»)[12] y los niños cantan al respecto.
- En Garo, una lengua de la zona de la India y de cerca de Bangladesh, se llama «peru bia ka'enga», que significa «boda del zorro/chacal»[13]

- En varias partes de Japón, como la región de Kantō, la región de Chūbu, la región de Kansai, la región de Chūgoku, Shikoku y Kyushu, los atardeceres se llaman «kitsune no yomeiri» (狐の嫁入り, «la boda del zorro»).[14]
- En Corea, se llama «el día de la boda del zorro» (여우 시집가는 날) o «el día de la boda del tigre» (호랑이 장가가는 날).[15]
- En la región india de Maharashtra, en marati, se denomina «Kolhyache Lagna» (कोल्ह्याचे लग्न), que significa «matrimonio de un zorro».[16]
- En malabar, se llama «la boda del zorro» (കുറുക്കന്റെ കല്യാണം).[17]
- En oriya, se llama «la boda del zorro» (ଖରା ହେଉଛି ମେଘ ହେଉଛି, ଶିଆଳ ପୁଅ ବାହା ହେଉଛି).[18]
- En Filipinas, se dice que el tikbalang se casa.[19]

### Europa
- En Bélgica, Flandes y los Países Bajos: la creencia tradicional es la de «Duiveltjeskermis» o «Feria del Diablo».[20]
- En Francia, se dice «Le diable bat sa femme et marie sa fille»[21][22] «el diablo golpea a su mujer y se casa con su hija», o «Le diable bat sa femme pour avoir des crêpes»[23] «el diablo golpea a su mujer para comer crêpes», y ambos se inspiraron en el poema de Plutarco recogido en la Praeparatio Evangelica de Eusebio, donde Zeus, enfadado con Hera, le hizo creer que se casaba con Dédalo cuando en realidad se trataba de una estatua de madera. Hera, celosa, provocó un fuerte aguacero el día de la boda, pero al mismo tiempo se dio cuenta del truco. Para redimirse, convirtió sus llantos en risas, se reconcilió con Zeus y se alegró de encabezar la fiesta nupcial, instituyendo la fiesta de Dédala en recuerdo del acontecimiento.[24]
- En Galicia, la creencia tradicional es que se casa la zorra o el zorro: casa a raposa / casa o raposo; a veces el lobo y la zorra: Estanse casando o lobo coa raposa.[25]
- En los países germanoparlantes se encuentran testimonios de expresiones muy diversas, muchas de ellas históricas, como «En el infierno se celebra una fiesta» (Oldenburgo), «Matrimonio [en el infierno]» (Frisia Oriental), «Feria [en el infierno]» (Westfalia, Renania), esta última documentada ya en 1630. Otros son «Están horneando en el infierno», «El diablo está haciendo tortitas» (Oldenburgo), «Frau Holle organiza un parque de atracciones» (Baja Renania), «Hay un matrimonio entre los paganos/gitanos» (Suiza), «El diablo está bailando con su abuela» (distrito de Winsen, Baja Sajonia), «El diablo se está casando» (Schleswig-Holstein), «El diablo está dotando a sus hijas» (Mecklemburgo). A menudo, el fenómeno se interpreta como una lucha entre la lluvia y el sol. «El diablo está golpeando a su mujer/abuela/suegra» (Baviera, Austria, Luneburgo), “La diablesa es golpeada” (país de Eger, Bohemia), “El diablo está apuñalando a su mujer con una espada” (Celle, Baja Sajonia), “El diablo ha ahorcado a su madre” (Mosela). Las versiones que hacen referencia a la mujer del diablo (en lugar de a la abuela, etc.) son las más antiguas. Praetorius (Blockes Berges Verrichtung, Leipzig 1668) menciona «Der Teufel schlägt seine Mutter, daß sie öl gibt» (El diablo golpea a su madre para que dé aceite). En Schleswig-Holstein y Oldenburgo también existe: «El diablo está blanqueando a su abuela», ya que esto suele implicar humedecer repetidamente la tela al sol, lo que resulta muy apropiado para el fenómeno meteorológico. Por lo demás, los modismos se refieren a las brujas. «Las brujas están bailando», “La vieja bruja está haciendo tortitas” (Schleswig-Holstein), “Las brujas están haciendo mantequilla” (Silesia), “Las brujas están siendo enterradas en el fin del mundo” (Frisia del Norte). Aunque más tarde las brujas son representadas a menudo como las amantes del diablo, ni un solo modismo sobre los atardeceres las muestra como tales. Alrededor del Mar Báltico, también se habla de los quitasoles y los «hijos de puta», es decir, los hijos ilegítimos: «Ahora se ha engendrado/bautizado un hijo de puta» (Mecklemburgo). Expresiones similares pueden encontrarse en Finlandia. Además, hay versiones humorísticas como: «Un teniente paga sus deudas» (Renania), “Un noble va al cielo” (Lunenburgo), “Un sastre va al cielo” (Schleswig-Holstein, Alta Sajonia), “El diablo se lleva el alma de un abogado” (Oldenburgo). De origen completamente distinto son «El lobo tiene fiebre/dolor de barriga» o «Ahora los lobos están meando» (Mecklemburgo)[26].
- En ruso, se llama грибной дождь (gribnoy dozhd'), «lluvia de setas», ya que tradicionalmente se cree que esas condiciones son favorables para el cultivo de setas.[27] También se llama слепой дождь (slepoy dozhd'), «lluvia ciega», porque no se ve que no debería estar lloviendo.[28]

### África
- En Sudáfrica, suele denominarse «Boda del mono».

- En afrikáans, el modismo «Jakkals trou met Wolf se vrou» se utiliza para referirse a un chaparrón. Se traduce como «Jackel se casa con la mujer de Wolf».

- En Nigeria se cree que un elefante o un león están dando a luz.

## Para saber más
- Blust, Robert (1998) The Fox's Wedding. Manuscript, University of Hawaii.
- Evgen'jeva, A. P., ed. (1985-) Slovar' russkogo jazyka v 4 tomakh, 3rd edition. Moscow.
- Gold, David L. (1981). «A Light Rain While the Sun Shines». American Speech 56 (2): 159-60. doi:10.2307/455034.
- Gold, David L. (1984). «More on a Light Rain While the Sun Shines». Leuvense Bijdragen 73: 33-8.
- Gold, David L. (2001). «Still More Lexical Items and Folk Beliefs Referring to the Co-Occurrence of Rain and Sunshine». Neophilologus 85 (3): 445-56. doi:10.1023/A:1010385010766.
- Kuusi, Matti (1957) Regen bei Sonnenschein: Zur Weltgeschichte einer Redensart. "Folklore Fellows Communications" n. 171, Helsinki 1957 (it appeared translated into Italian in the journal Quaderni di Semantica 13 (1992) and 14 (1993)).
- Hoffmann-Krayer, E. (1930–31) Handwörterbuch des deutschen Aberglaubens. Berlin and Leipzig: Walter de Gruyter.